# Rivieren in Kerala

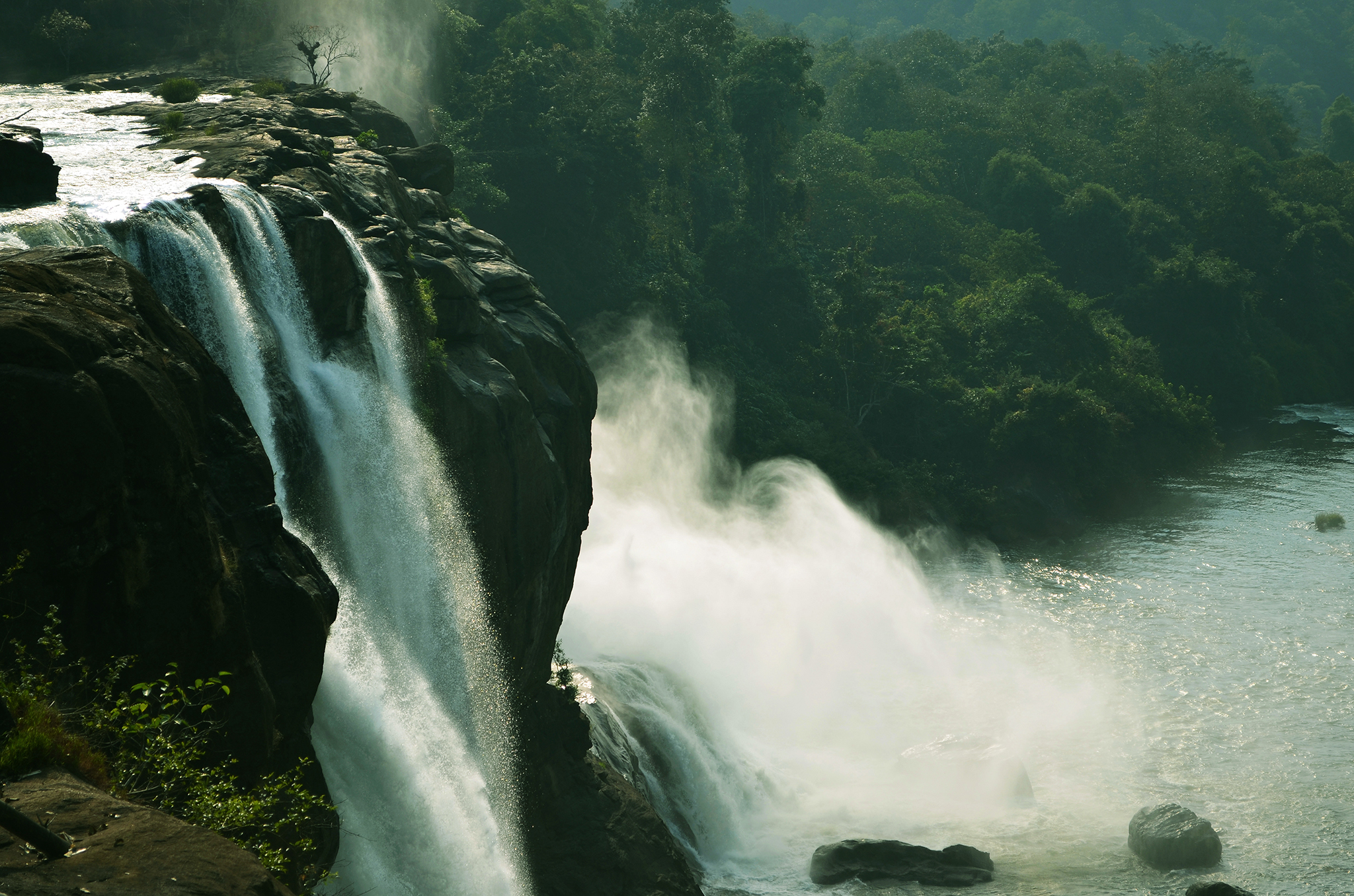
Waterval van Athirappilly in de rivier de Chalakudy, Thrissur (2015)

Rivieren in Kerala stromen over het algemeen van de West-Ghats naar de Indische Oceaan. De waterscheiding van de West-Ghats vormt grotendeels de grens tussen Kerala en de naburige Indiase deelstaten Karnataka en Tamil Nadu. Vanuit de hogere districten van Idukki en Wayanad stromen ook een paar rivieren naar het oosten naar Karnataka en Tamil Nadu, en zo naar de Golf van Bengalen.

## Hoofdrivieren en zijrivieren
Het overzicht van de rivieren hieronder volgt de traditie van Kerala voor zo'n lijst. De meeste hebben een monding in zee of in een lagune bij zee achter de strandwal. Hun zijrivieren en zijrivieren daarvan worden niet genoemd hier om het overzicht te behouden. Daarnaast worden een paar rivieren in Kerala gezien als aparte rivieren, ook al monden ze uit in een andere rivier. Deze worden ook genoemd hier.

## Spelling van de namen
De spelling van de namen van de rivieren in Kerala varieert. Dit komt deels omdat de namen normaal in het alfabet van het Malayalam (മലയാളം) worden geschreven, deels omdat lokaal de namen anders kunnen zijn, en deels omdat na het begin van de onafhankelijkheid de oude namen opnieuw werden gebruikt. Vooral oudere bronnen zullen dan andere namen of andere spelling gebruiken. De combinatie van naam van de rivier en de mondingsplaats kan in zo'n geval duidelijkheid bieden.

## Westelijk stromend, Noord-Kerala
Naar het westen stromende rivieren ten noorden van Thrissur.
| Naam          | Lengte [km] | Stroomgebied [km²] | Mondingsplaats                                  |
| ------------- | ----------- | ------------------ | ----------------------------------------------- |
| Mancheswararn | 16          | 90                 | lagune van de Uppala                            |
| Uppala        | 50          | 250                | Uppala                                          |
| Shiriya       | 67          | 587                | lagune van de beek de Kumbla                    |
| Mogral        | 34          | 132                | Mogral Puthur                                   |
| Chandragiri   | 105         | 1406               | Thalangara                                      |
| Chittari      | 25          | 145                | Chittari                                        |
| Neeleswaram   | 46          | 190                | rivier de Kariamgode                            |
| Kariamgode    | 64          | 561                | Thuruthi                                        |
| Kavvayi       | 31          | 143                | lagune van de Kariamgode en Kavvayi             |
| Peruvamba     | 51          | 300                | Palakode en lagune van de Kariamgode en Kavvayi |
| Ramapuram     | 19          | 52                 | lagune van de Kavvayi                           |
| Kuppam        | 82          | 539                | Azheekkal                                       |
| Valapattanam  | 110         | 1867               | Azheekkal                                       |
| Ancharakandi  | 48          | 412                | Moithupalam en Meethale peedika                 |
| Thalasseri    | 28          | 132                | Thalasseri                                      |
| Mahé          | 54          | 394                | Mahé                                            |
| Kuttiadi      | 74          | 583                | Kottakal                                        |
| Korapuzha     | 40          | 624                | Elathur                                         |
| Kallayi       | 22          | 96                 | Kallai                                          |
| Chaliyar      | 169         | 2923               | Beypore                                         |
| KadaIundi     | 130         | 1122               | Kadalundi                                       |
| Thiroor       | 48          | 117                | Ponnani                                         |
| Bharathapuzha | 209         | 6186               | Ponnani                                         |

## Westelijk stromend, Zuid-Kerala
Naar het westen stromende rivieren ten zuiden van Malappuram.
| Naam          | Lengte [km] | Stroomgebied [km²] | Mondingsplaats                                 |
| ------------- | ----------- | ------------------ | ---------------------------------------------- |
| Bharathapuzha | 209         | 6186               | Ponnani                                        |
| Keecheri      | 51          | 401                | Chettuvai                                      |
| Puzhakkal     | 29          | 234                | via het Kole gebied naar Chettuvai en Azhikode |
| Karuvannur    | 45          | 1054               | via het Kole gebied naar Chettuvai en Azhikode |
| Chalakudy     | 130         | 1704               | rivier de Periyar                              |
| Periyar       | 244         | 5398               | Azhikode en meer van Vembanad                  |
| Muvattupuzha  | 121         | 1554               | meer van Vembanad                              |
| Meenachil     | 78          | 1272               | meer van Vembanad                              |
| Manimala      | 90          | 847                | rivier de Pamba                                |
| Pamba         | 176         | 2235               | meer van Vembanad                              |
| Achencoil     | 128         | 1484               | rivier de Pamba                                |
| Pallikkal     | 42          | 220                | Vadakkumthalla                                 |
| Kallada       | 121         | 1699               | Asthamudi Kayal                                |
| Ithikkara     | 56          | 642                | Pravoor Kayal                                  |
| Vamanapuram   | 88          | 687                | meer van Anjengo                               |
| Mamom         | 27          | 114                | meer van Anjengo                               |
| Karamana      | 68          | 702                | Pachallu                                       |
| Neyyar        | 56          | 497                | Puvar                                          |

## Oostelijk stromend, Noord-Kerala
Naar het oosten stromende rivieren ten noorden van Thrissur.
| Naam    | Lengte [km] | Stroomgebied [km²] | Mondingsplaats                 |
| ------- | ----------- | ------------------ | ------------------------------ |
| Bhavani | 38          | 1920 in Kerala     | rivier de Kaveri in Karnataka  |
| Kabini  | 57          | 562 in Kerala      | rivier de Kaveri in Tamil Nadu |

## Oostelijk stromend, Zuid-Kerala
Naar het oosten stromende rivieren ten zuiden van Malappuram.
| Naam   | Lengte [km] | Stroomgebied [km²] | Mondingsplaats                  |
| ------ | ----------- | ------------------ | ------------------------------- |
| Pambar | 25          | 384 in Kerala      | rivier de Cauvery in Tamil Nadu |

## Vertalingen
- 'puzha' betekent 'rivier' in Malayalam
- 'kayal' betekent 'lagune' in Malayalam
- 'peedika' betekent 'winkel' in Malayalam